# La mia canzone per Maria/Io vivrò (senza te)
La mia canzone per Maria/Io vivrò (senza te) è il quarto singolo da interprete di Lucio Battisti, pubblicato in Italia nel 1968.

## Descrizione
Mentre La mia canzone per Maria era un brano inedito, la canzone sul lato B, Io vivrò (senza te) era già conosciuta, in quanto qualche mese prima era stata pubblicata su un 45 giri dei Rokes; alle registrazioni del gruppo inglese aveva partecipato lo stesso Battisti all'organo.
I due brani sono inseriti nel primo album di Lucio Battisti, Lucio Battisti, mentre Io vivrò (senza te) è anche inserita in Emozioni.

### CoverIo vivrò (senza te)
- Marcella (1972, dall'LP Tu non hai la più pallida idea dell'amore, etichetta CGD)
- Simona Bencini & Rosalia Misseri (dal vivo nel progr. Tv Volami nel cuore, Rai Uno, 4 Ott. 2008)
- Elio Camalle
- Luisa Corna (nel programma Tv Buon compleanno estate, Rai Due, 21 Lug. 2007)
- Adriano Di Domenico
- Paola Folli (1991)
- Loretta Goggi (dal vivo nel programma Tv Emozioni Tv, 1995)
- Salvatore Gargiulo
- Luca Laurenti (dal vivo a Buona Domenica, 2008)
- Mary Patti, doppiata dalla vocalist Sabrina Lazzaretti, nella compilation Non è la Rai sTREnna Dicembre 1993 - etichetta RTI Music - Non è la Rai - Italia 1 1993/1994
- Veronica Liberati (2009)
- Mina (1971, versione live dall'LP Del mio meglio, etichetta PDU; 1972, versione live dall'LP Dalla Bussola, etichetta PDU; dal vivo a Milleluci, 1974)
- Andrea Mingardi (1995, dalla raccolta di vari artisti Mina contro Battisti, etichetta RTI Music, RTI 0214-2)
- Sabrina Musiani
- Mónica Naranjo (cantata in spagnolo con il titolo "Mi vida por un hombre")
- Francesca Pavia
- Rita Pavone & Shel Shapiro (dal vivo in un programma Tv)
- The Rokes (1968, singolo su etichetta Arc, AN 4152) inserita nell'album The Rokes (Arc, ALP 11006)
- Elena Roger (dallo spettacolo teatrale "Mina... Che cosa sei", 2007)
- Shel Shapiro (dal vivo nel 2002 in un programma Tv)
- Svetlana Tchernykh (2006, cantata in russo "Bez Tebia")
- Viale Mazzini [Mina Tribute Band]
- Iva Zanicchi (dal vivo a Buona domenica, 19 novembre 2006)
- Valerio Scanu (dal vivo durante la terza serata del Festival di Sanremo 2016, incisa e inserita nell'album Finalmente piove dello stesso anno)

Un'altra versione, realizzata da I Fuggiaschi come provino, un mese prima di quella di Battisti, rimase inedita: fu pubblicata solo nel 2000 in una raccolta della On Sale Music.

## Musicisti
- Lucio Battisti: voce, chitarra, tamburello e cori
- Andrea Sacchi: chitarra elettrica
- Gianni Dall'Aglio: batteria
- Damiano Dattoli: basso
- Natale Massara: organo

## Tracce
Lato A
Testi di Mogol, musiche di Lucio Battisti.
1. La mia canzone per Maria – 3:10 (edizioni musicali Fama e El' & Chris)

Lato B
Testi di Mogol, musiche di Lucio Battisti.
1. Io vivrò (senza te) – 3:54 (edizioni musicali Fama e El' & Chris)